# Tityus anduzei
Espèce
Tityus anduzei est une espèce de scorpions de la famille des Buthidae.

## Distribution
Cette espèce est endémique de l'État d'Amazonas au Venezuela. Elle se rencontre dans la Sierra Parima vers Atabapo.

## Étymologie
Cette espèce est nommée en l'honneur de Pablo José Anduze Díaz (1902–1989).

## Publication originale
- González-Sponga, 1997 : « Aracnidos de Venezuela. Tres nuevas especies de escorpiones de la region Amazonica-Guyanesa (Buthidae : Chactidae). » Memoria de la Sociedad de Ciencias Naturales La Salle, vol. 57, no 148, p. 55-69.